# Jak porodit a nezbláznit se
Jak porodit a nezbláznit se je americký komediální film z roku 2012 režírovaný Kirkem Jonesem. Film byl natočen na základě stejnojmenného těhotenského průvodce. Měl premiéru 18. května 2012.

## Obsazení
| Cameron Diaz         | Jules Baxer                                                                            |
| Jennifer Lopez       | Holly                                                                                  |
| Elizabeth Banks      | Wendy Cooper                                                                           |
| Chace Crawford       | Marco                                                                                  |
| Brooklyn Decker      | Skyper Cooper                                                                          |
| Anna Kendrick        | Rosie Brennan                                                                          |
| Matthew Morrison     | Evan Webber                                                                            |
| Dennis Quaid         | Ramsey Cooper                                                                          |
| Rodrigo Santoro      | Alex                                                                                   |
| Ben Falcone          | Gary Cooper                                                                            |
| Joe Manganiello      | Davis                                                                                  |
| Rob Huebel           | Gabe                                                                                   |
| Thomas Lennon        | Craig                                                                                  |
| Amir Talai           | Petel                                                                                  |
| Rebel Wilson         | Janice                                                                                 |
| Wendi McLendon-Covey | Kara - Dwayne Wade - Whitney Port - Megan Mullally - Cheryl Cole - Tyce Diorio - Taboo |
| Kim Fields           | sociální pracovnice                                                                    |
| Jesse Burch          | Hutch Davidson                                                                         |
| Mimi Gianopolos      | Molly                                                                                  |
| Génesis Rodriguez    | Courntey                                                                               |

## Vývoj a produkce
V roce 1984 vydala Heidi Murkoff těhotenskou příručku What to Expect When You're Expecting. Kniha se umístila na předních příčkách žebříčku bestselllerů podle deníku The New York Times a deník USA Today ji roku 2007 zaředil mezi nejvlivnější knihy posledních 25 let. V lednu 2010 společnost Lionsgate oznámila, že získala distribuční práva od společnosti Phoenix Pictures. Za scenáristku byla vybrána Heather Hach, která byla v té sobě sama v devátém měsíci těhotenství. Film produkovali David Thwaites, Mike Medavoy a Amie Messer a režisérem se stal Kirk Jones.
Film se natáčel v Atlantě – v Midtownu na ulici Peachtree Street poblíž High Museum of Art a v Piedmont Parku.

## Vydání
Snímek byl 18. května 2012 uvolněn do 3 021 kin. Umístil se na 5. místě v žebříčku tržeb US Box Office. Ve Spojených státech vydělal za první víkend 10 547 068 dolarů a do konce května 2012 již 26 293 359 dolarů.

## Ocenění
| Ocenění                | Kategorie                                       | Nominovaný      | Výsledek  |
| ---------------------- | ----------------------------------------------- | --------------- | --------- |
| ALMA Awards            | Nejoblíbenější filmový herec                    | Rodrigo Santoro | nominace  |
| ALMA Awards            | Nejoblíbenějí filmová herečka – komedie/muzikál | Cameron Diaz    | nominace  |
| ALMA Awards            | Nejoblíbenějí filmová herečka – komedie/muzikál | Jennifer Lopez  | nominace  |
| Teen Choice Awards     | Nejoblíbenější filmová komedie                  |                 | nominace  |
| Teen Choice Awards     | Nejoblíbenějí herec: komedie                    | Chris Rock      | nominace  |
| Teen Choice Awards     | Nejoblíbenějí herečka: komedie                  | Cameron Diaz    | nominace  |
| Teen Choice Awards     | Nejoblíbenějí herečka: komedie                  | Jennifer Lopez  | nominace  |
| Teen Choice Awards     | Filmová průlomová role                          | Joe Manganiello | nominace  |
| Teen Choice Awards     | Filmový zloděj scén                             | Chace Crawford  | nominace  |
| People's Choice Awards | Nejoblíbenější komediální film                  |                 | nominace  |
| People's Choice Awards | Nejoblíbenější herečka v komediálním filmu      | Cameron Diaz    | nominace  |
| Zlatá malina           | Nejhorší herečka ve vedlejší roli               | Brooklyn Decker | nominace  |
| Zlatá malina           | Nejhorší herečka ve vedlejší roli               | Jennifer Lopez  | nominace  |
| Premios Juventud       | Ukradla show                                    | Jennifer Lopez  | vítězství |